# Panaceja
Panaceja (latinsko panacea, grško panakeia (iz pan - vse in akos - zdravilo) je mitično čudežno zdravilo za vse bolezni.